# David C. H. Austin

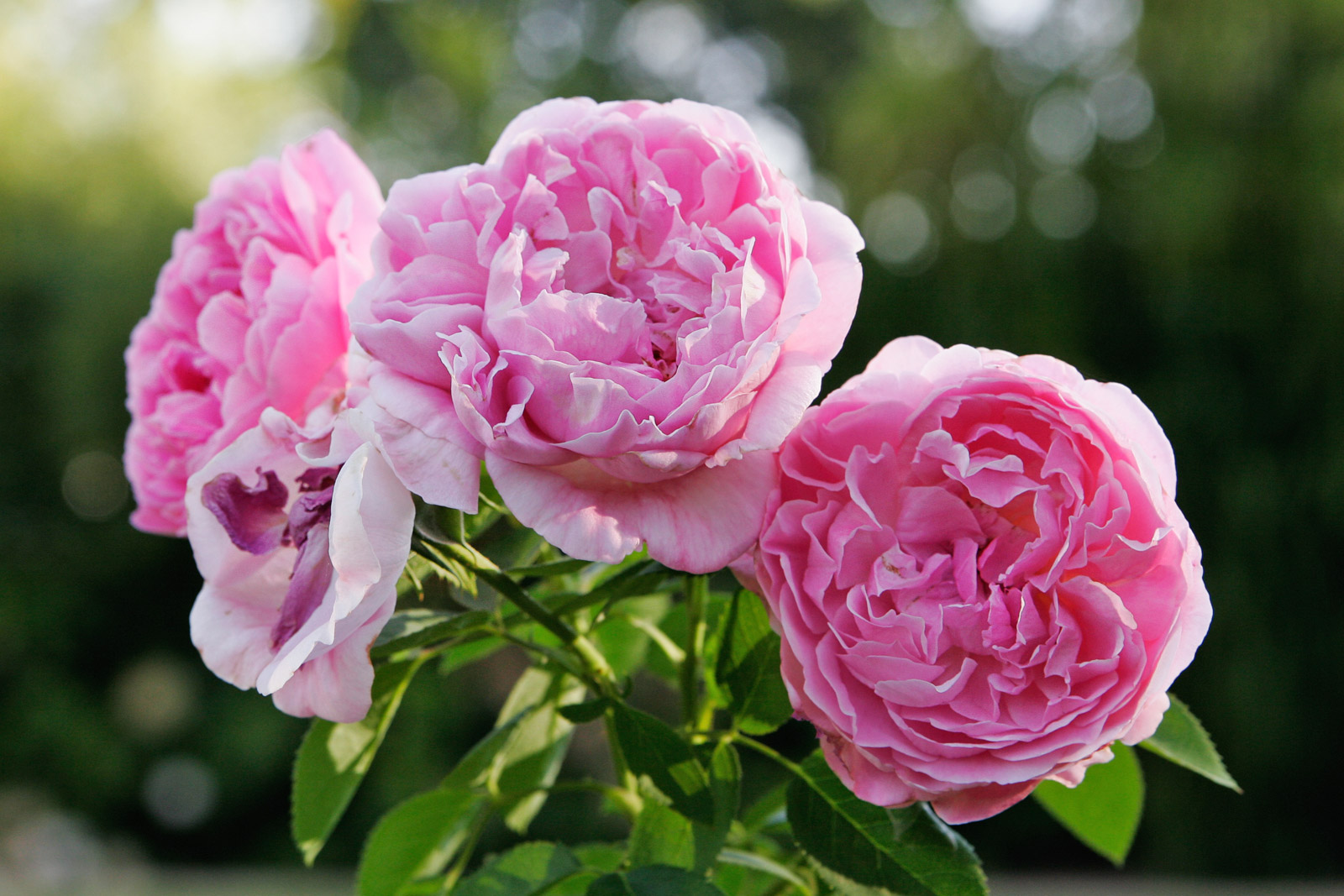
Trandafirul Englezesc David Austin "Mary Rose", creat în anul 1983

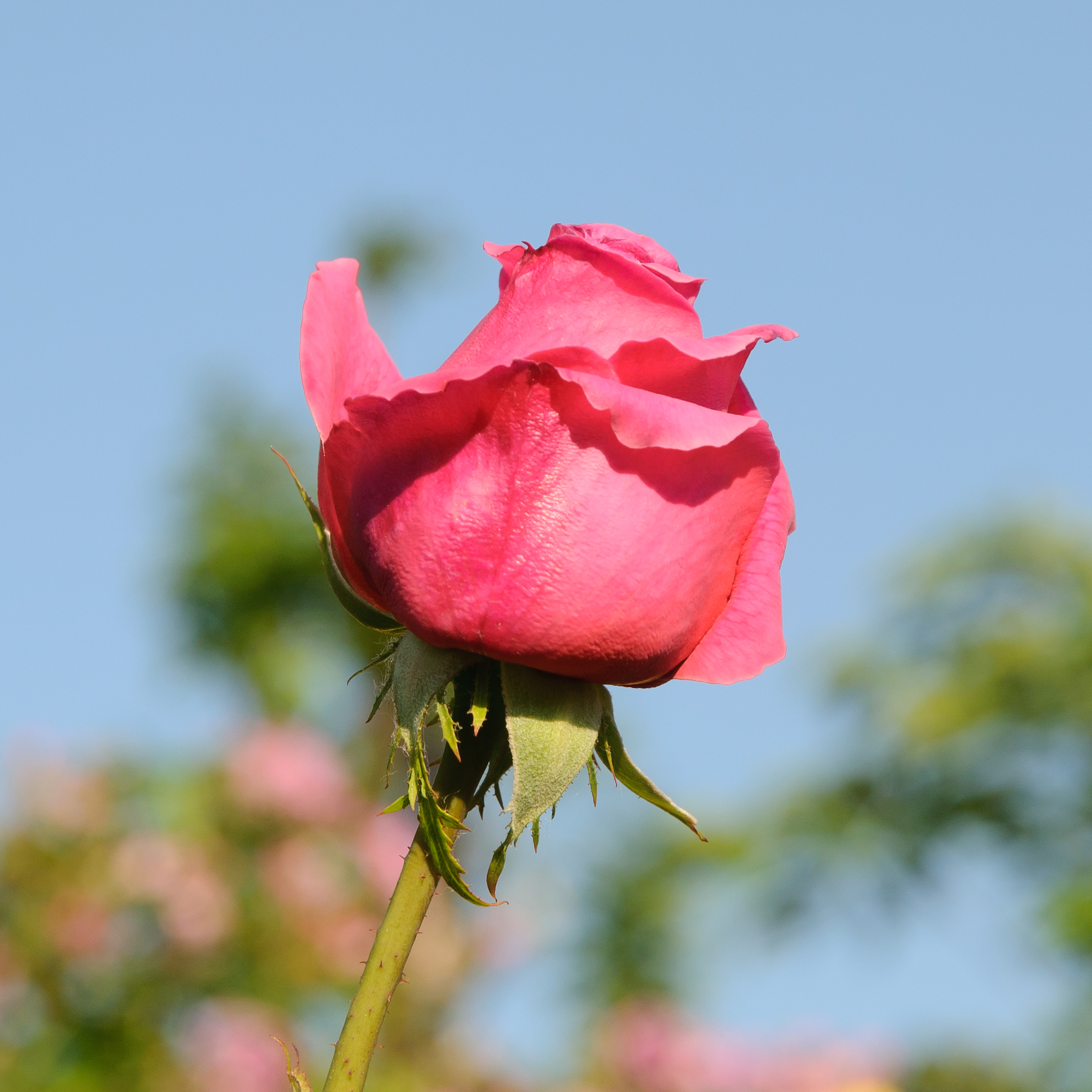
Trandafirul 'Othello' creat de către David Austin

David Charles Henshaw Austin OBE (16 februarie 1926 la Albrighton, Bridgnorth, Marea Britanie – 18 decembrie 2018 în același oraș) a fost unul dintre cei mai importanți floriști din toate timpurile, cel mai cunoscut creator de soiuri noi de trandafiri, cu 250 de specii ce îi poartă numele.
Trandafirii Englezești David Austin sunt faimoși în întreaga lume și se bucură de un prestigiu deosebit. La nunțile regale din Marea Britanie și din alte țări, dar și la nunțile celebrităților au fost folosiți trandafirii de grădină din soiurile ”English Roses” create de către David Austin. Născut în Marea Britanie, David Austin și-a dedicat 75 de ani din viață trandafirilor, pasiune începută în adolescență. David Charles Henshaw Austin a fost recompensat cu Ordinul Imperiului Britanic - Order of the British Empire în anul 2007 în grad de Ofițer.

## Activitatea profesională în domeniul floristic
David Austin și-a descoperit pasiunea pentru trandafiri încă din adolescență, în anii 1930-1940. El a observat că vechii trandafiri, față de cei hibrizi, deși au un miros fenomenal și arată bine, nu au aceiași diversitate de culoare și nu se pot înmulți la fel. Întreaga sa carieră a fost dedicată acestui obiectiv, de a combina cele două tipuri de trandafiri, în căutarea trandafirului perfect. 
Trandafirii dezvoltați de David Austin sunt un mix între aspectul superb și mirosul foarte puternic al trandafirilor de odinioară și soiurile hibride de trandafiri moderni, cu varietate mai mare de culori și rezistență crescută. Prin cele 250 de soiuri de trandafiri, David Austin a oferit mireasmă și culoare grădinilor și aranjamentelor florale din întreaga lume.
An de an, David Austin a lansat pe piață între trei și nouă trandafiri noi dezvoltați de el. De la primele răsaduri și până la punerea pe piață, lui David îi trebuiau câte nouă ani de cercetare și testare pentru fiecare trandafir. Costurile totale pentru realizarea trandafirului David Austin – Juliet, spre exemplu, au depășit valoarea de trei milioane de lire. De aceea trandafirul Juliet este cunoscut sub numele de ”trandafirul de trei milioane de lire”. Pentru fiecare soi dezvoltat, David și echipa lui cultivau peste 120.000 de fire de trandafiri, în scop de cercetare și testare. Trandafirii David Austin sunt disponibili și în România, fiind deja utilizați de mai mulți ani pentru buchete sau aranjamente florale deosebite. În vara anului 2018, o expoziție desfășurată la București, le-a oferit iubitorilor de flori ocazia să admire 3.000 de trandafiri din soiurile nobile “Garden Rose” și ‘’David Austin’’, trandafiri cu totul speciali, folosiți din belșug la nunta regală dintre Meghan și Harry. Alina Neacșa, organizatoarea evenimentului din București, a declarat: ”Trandafirii David Austin nu sunt doar frumoși, ci și foarte parfumați și extrem de prețioși. Un buchet cu trandafiri englezești, cu o istorie de mai bine de 80 de ani, va fi întotdeauna la modă. Ne putem bucura de acești trandafiri nobili intre cinci si șapte zile într-un aranjament floral și putem observa cum înfloresc pe zi ce trece, lucru neobișnuit in zilele noastre, când atenția clientului se duce către trandafirii care nu miros, nu înfloresc, dar care rezista până la 14 zile în vază.”

## Premii internaționale
Pentru recunoașterea contribuției sale extraordinare la dezvoltarea atâtor specii de trandafiri, David Austin a fost recompensat cu medalia de aur la prestigiosul eveniment anual Royal Horticultural Society - Chelsea Flower Show. În anul 2007 a fost numit cavaler al Imperiului Britanic pentru servicii deosebite aduse în domeniul horticulturii. Trandafirii săi au primit numeroase premii, fiind votați de mai multe ori ”trandafirii anului” în Marea Britanie dar și la nivel mondial. Grădina amenajată de David Austin în cadrul Chelsea Flower Show constituie atracție pentru vizitatori. David este autorul mai multor cărți de referință în domeniu.

## Cărți publicate
- Austin, David (1990). The heritage of the rose (ed. rev. ed., repr.). Woodbridge: Antique Collector's Club. ISBN 1851490205.
- Austin, David (1992). Old roses and English roses (ed. repr.). Woodbridge: Antique Collector's Club. ISBN 1851491503.
- Austin, David (1993). Shrub roses and climbing roses : with hybrid tea and floribunda roses (ed. repr.). Woodbridge: Antique Collectors' Club. ISBN 185149166X.
- Martin, Clair G. (1997). 100 English roses for the American garden. New York: Workman. ISBN 0761101853.
- Austin, David (2010). David Austin's English roses. Woodbridge: Garden Art. ISBN 1870673700.
- Lawson, Andrew; David Austin (2011). The English roses (ed. rev.). London: Conran Octopus. ISBN 1840915544.